# Leão Apostipes
Leão Apostipes ou Apostupes (em grego: Λέων ὁ Ἀποστύππης/Ἀποστούπης) foi um comandante militar bizantino do século IX, ativo durante os anos 880.

## Vida

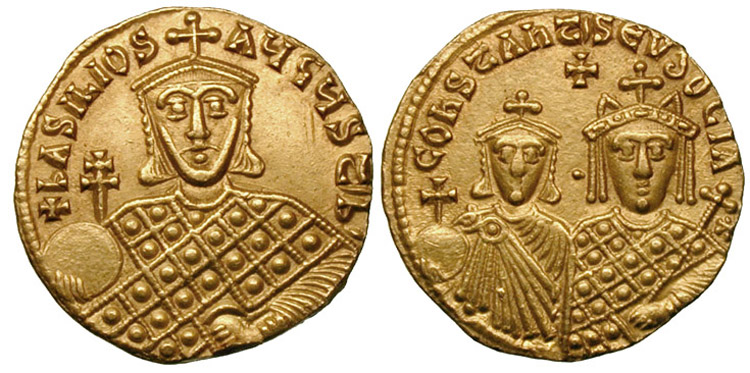
Soldo de r.

Leão aparece em 880 como governador militar (estratego) dos temas da Macedônia e Trácia, liderando tropas destas duas províncias na campanha no sul da Itália. A expedição foi comandada pelo protovestiário Procópio, o que possivelmente indica que Apostipes foi enviado à Itália como reforço da expedição original. A expedição, apoiada por uma frota sobre Nasar, foi inicialmente bem-sucedida em suas operações para recuperar as cidades da Calábria, mas o duplo comando das forças terrestres provou-se fatal quando Apostipes e Procópio brigaram: durante a batalha Procópio estava em perigo, mas Apostipes recusou-se a enviar tropas para ajudar, resultando na destruição de parte do exército e no assassinato de Procópio. Apostipes foi capaz de retirar-se com suas forças e com os homens sobreviventes do destacamento de Procópio, e mesmo partiu para capturar Taranto. No entanto, quando o imperador Basílio I, o Macedônio (r. 867–886) soube dos eventos, demitiu Apostipes e baniu-o a prisão domiciliar perto de Cotieu.
Logo depois, contudo, dois subordinados de Apostipes, o protovestiário Baiano e o cubiculário Camareto, escreveram para Basílio I acusando Apostipes de ter planejado a morte de Procópio desde o começo, bem como uma conspiração contra o próprio imperador. Os dois filhos de Apostipes, Bardas e Davi, souberam das acusações e mataram Baiano, e em seguida tentaram fugir com o pai deles para o Califado Abássida. Eles foram interceptados pelo manglabita Bartzapedon, que matou Bardas e Davi quando tentaram resistir. Leão foi levado para Constantinopla, onde teve um olho e um braço cortados e foi banido para Mesembria.